# Manntis
Manntis ist eine US-amerikanische Metalcoreband aus Riverside County in Südkalifornien.

## Bandgeschichte
Die im Herbst 2000 als Quartett gegründete Band wurde bereits kurze Zeit später durch einen zweiten Gitarristen ergänzt. Nach einigen Monaten des Probens und Songschreibens begann die Band, auf lokalen Veranstaltungen zu spielen. 2004 nahm sie auch an der MTV-Show Battle for Ozzfest teil. Dort belegte man hinter Curse Your Name und den Siegern von A Dozen Furies den dritten Platz.
Im April 2005 wurde ein weltweiter Plattenvertrag mit Century Media Records abgeschlossen.
Das Debüt-Album Sleep in Your Grave, welches dann schließlich unter Century Media erschien, wurde von Cameron Webb produziert, der auch schon mit Danzig, Motörhead und Social Distortion gearbeitet hatte.
2006 hatte die Band bei der Sounds-of-the-Underground-Tour, welche u. a. nach England und Deutschland führte, mit Chimaira, Unearth, All That Remains und Terror ihre ersten Live-Auftritte in Europa.
Das nächste Studioalbum Master of Ceremonies war ursprünglich für 2007 vorgesehen, wurde jedoch bis Sommer 2008 aufgeschoben und wurde danach bis heutzutage nicht veröffentlicht. Es sollte von Christian Olde Wolbers, dem Gitarristen der Metal-Band Fear Factory, produziert werden.

## Stil
Die Musiker wurden über die Jahre durch Bands inspiriert, wie zum Beispiel Pantera, Lamb of God, Hatebreed, boysetsfire, Zao, Poison the Well, Meshuggah und Killswitch Engage.

## Wissenswertes
Der Sänger Jake Sirokman nennt sich „Jake Daniels“ – aufgrund seiner Vorliebe für den gleichnamigen Whiskey.

## Diskografie
- Sleep in Your Grave (Album, 17. Oktober 2005)